# Tintenfassmadonna

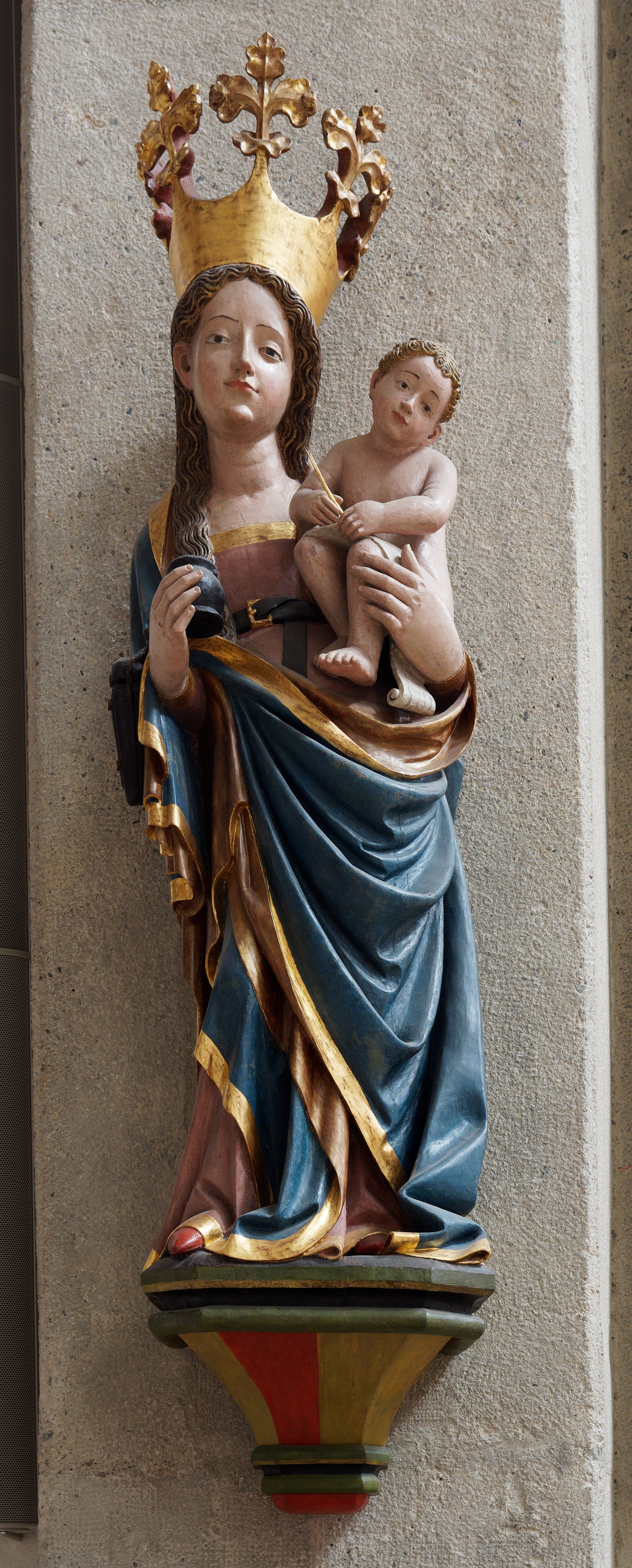
Madonna mit dem Tintenfass (2007)

Als Tintenfassmadonna wird eine um 1430 von einem niedersächsischen Bildschnitzer geschaffene spätgotische Skulptur der Muttergottes im Hildesheimer Dom bezeichnet.
Die farbig gefasste, lebensgroße Holzstatue entstand um 1430 vermutlich in Niedersachsen und zeigt die Merkmale des Weichen oder Schönen Stils: Zartheit der Gesichter, gelöste Haltung, fließender Faltenwurf des Gewandes.
Maria trägt über dem weißen Unterkleid ein von der rechten Schulter herabfallendes kostbares blaues, goldgesäumtes Gewand. Auf dem Kopf trägt sie eine hohe goldene Krone mit fünf dreiblättrigen Lilien.
Auf ihrem linken Arm sitzt der unbekleidete Jesusknabe. Er beugt sich, von der Mutter weg, in gleicher Blickrichtung mit ihr zum Betrachter herab.
Die Besonderheit der Darstellung besteht im Motiv des Schreibens: Das Kind hält in der Rechten eine Schreibfeder; auf seinen Knien liegt eine Buchrolle, die bis zu seinen Füßen entrollt ist. Die Mutter hält ihm in der Rechten das Tintenfass bereit, das der Darstellung den Namen gegeben hat.
Naheliegend ist die Deutung, dass hier das Jesuskind (dafür freilich noch sehr jung) von der Mutter das Schreiben lernt. Darüber hinaus ist sicher an das Buch des Lebens zu denken, in dem die Namen der Erlösten eingeschrieben sind. Der Sohn Gottes und Marias ist es, der die Gläubigen im Buch des Heils verzeichnet. Maria wirkt dabei mit, indem sie den „Stoff“ liefert.
Die Tintenfassmadonna, die sich ursprünglich im Kapitelsaal des Hildesheimer Domkapitels befand, ist heute das wichtigste Muttergottesbild des Mariendoms. Von 1960 bis 2010 hatte sie ihren Platz am südwestlichen, seit 2014 am nordwestlichen Vierungspfeiler.